# Estadio El Campín
Het Estadio El Campín, officieel Estadio Nemesio Camacho, is een multifunctioneel stadion in de Colombiaanse stad Bogotá. Het is de thuishaven van voetbalclubs Independiente Santa Fe en Millonarios, en ook de nationale ploeg van Colombia speelt hier geregeld interlandwedstrijden. De maximumcapaciteit van het stadion bedroeg in 1968 62.500 toeschouwers.
De naam "El Campín" komt van het Engelse woord "camping", en verwijst naar het feit dat de omgeving van het stadion in vroeger jaren een gebied was waar werd gekampeerd. Vanaf 1946 deed het stadion dienst als onderkomen voor voetbalwedstrijden. Het stadion was gastheer van de finale van de strijd om de Copa América 2001, waarin gastland Colombia met 1–0 won van Mexico dankzij een doelpunt van verdediger Iván Córdoba, en voor de eerste maal kampioen van Zuid-Amerika werd. In 2011 was het Estadio El Campín een van de acht stadions tijdens het WK voetbal onder 20.

## Concerten
- 1973: James Brown
- 1988: Quiet Riot
- 1992: Guns N’ Roses
- 1994: Pet Shop Boys
- 1995: Bon Jovi, UB40
- 1996: Elton John, Sheryl Crow
- 1997: Def Leppard, Fito Páez, Charly García, Mercedes Sosa, Celia Cruz
- 2003: Alanis Morissette
- 2004: The Offspring, Sean Paul, Don Omar
- 2005: The Black Eyed Peas, RBD
- 2012: Paul McCartney (On The Run Tour).
- 2012: Lady Gaga
- 2013: Justin Bieber
- 2014: One Direction
- 2015: Foo Fighters
- 2015: KISS
- 2016: The Rolling Stones